# Оно но Адзумабіто
Оно но Адзумабіто (д/н — 7 грудня 742) — середньовічний японський державний та військовий діяч періоду Нара. Успішно воював проти емісі, тимчасово зміцнив позиції японців на півночі Хонсю.

## Життєпис
Походив з самурайського роду Оно. Син Оно но Вакаясу, голови Палати цензорів. Про дату народження та молоді роки замало відомостей. Відомо, що у 714 року отримав старший сьомий ранг. До 719 року досяг нижчого ступеню молодшого п'ятого рангу. Відзначився у військових походах проти емісі.
724 року брав участь у придушенні чергового повстання емісі, допомогаючи Фудзівара но Умакаі. По прибуттю виявив, що незважаючи на чисельну перевазі, не зможе впоратися в повсталими емісі без надійного опорного пункту. Але для зведення фортеці необхідно було отримувати згоду імператора, що забрало би значний час. Тому Оно но Адзумабіто, побоюючись за деморалізацію свого війська, без узгоджень почав будувати фортецю Тага, сам виступаючи в ролі інженера. Адзумабіто вдалося звести фортецю, після чого завдано поразки емісі. За це 725 року йому надано нижчу ступінь молодшого четвертого рангу.
729 року тіндзюфу-сьоґуном, йому доручено приборкати заворушення в провінції Муцу. Завдав поразки супротивнику, тимчасово приборкавши емісі. За це отримав 730 року вищу ступінь молодшого четвертого рангу. 737 рокупризначено адзеті (імператорським інспектором) провінції Муцу.
739 року призначено асоційованим державним радником, а потім адзеті йзаступником тідзюфу-сьогуна в провінції Ямато. 740 року придушив заколот Фудзівара но Хіроцугу. 741 року отримав нижчу ступінь молодшого третього рангу. Помер 742 року.